# Publi Cecina Llarg
Publi Cecina Llarg (en llatí Publius Caecina Largus o també podria ser Largius) va ser un dels principals amics de l'emperador Claudi.
Probablement era germà del cònsol Gai Cecina Largi o fins i tot la mateixa persona. Tàcit als Annals l'identifica com a P. (Publi), però podria ser un error.